# شهیدکامل
شهیدکامل (به ترکی استانبولی: Şehitkamil، به کردی: Alêban) یک منطقهٔ مسکونی در ترکیه است که در استان غازی عینتاب واقع شده‌است.